# 9319 Hartzell
9319 Hartzell este un asteroid din centura principală de asteroizi.

## Descriere
9319 Hartzell este un asteroid din centura principală de asteroizi. A fost descoperit pe 14 septembrie 1988 la Cerro Tololo de Schelte J. Bus. Asteroidul prezintă o orbită caracterizată de o semiaxă mare de 2,25 ua, o excentricitate de 0,15 și o înclinație de 2,9° în raport cu ecliptica.